# Sisian
Sisian (arménsky Սիսիան) je město v provincii Sjunik na jihovýchodě Arménie. Leží v hornaté krajině na řece Vorotan 217 kilometrů jihovýchodně od Jerevanu a 115 jižně od Kapanu, hlavního města provincie. Žije zde přibližně 15 tisíc obyvatel.

## Historie

### Období starověku a středověku
Území, na kterém se nachází současné město Sisian, bývalo součástí kantonu Tsghukk gavar v provincii Sjunik, která tvořila historické Arménské království. První záznamy o této provincii jako významném centru paganismu v království Urartu pocházejí z 8. století př. n. l.

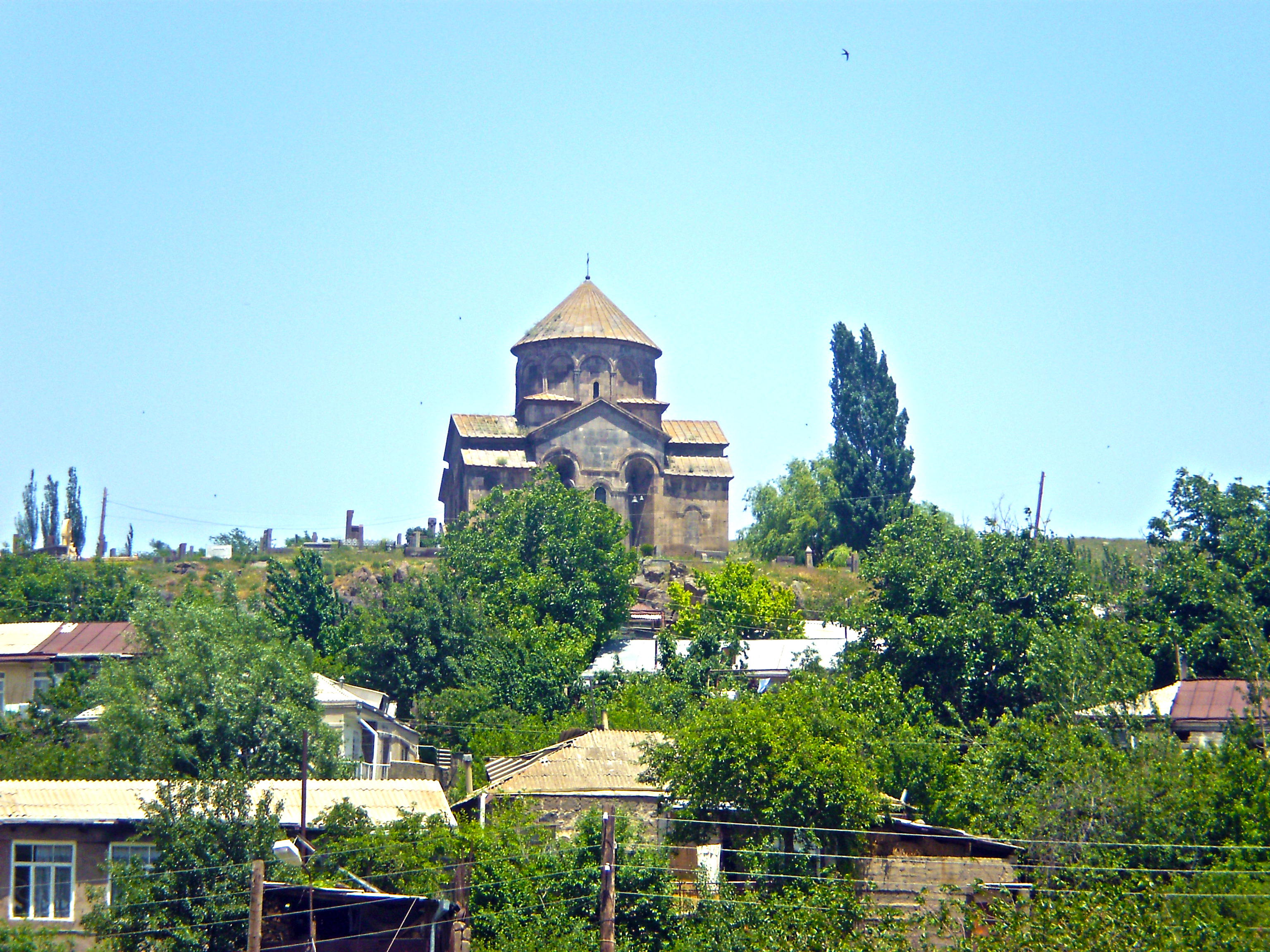
Kostel svatého Jiří ze 7. století v Sisianu

V roce 1103 čelilo území vpádu a rabování ze strany Seldžucké říše. Po pádu Syuniku v roce 1170 následovala další invaze vojsk Seldžucké říše, ale i Karakojunluské říše a Akkojunluské říše.
V okolí se nalézají cenné prehistorické památky:
- Zorats Karer severně od města nedaleko hlavní silnice na Goris. Jedná se o megalitický soubor několika set kamenů, které sloužily k určování doby významných ročních událostí. Památka je ca 3500 let stará. (údaje z průvodních tabulí u naleziště)
- Ughtasar leží ca 10 km severně od Sisianu pod vrcholem posvátné hory Tsugh (3.584 mnm). V místě je malé jezírko a mimořádně cenné naleziště petroglyfů starých přes 7000 let. Jednalo se o obřadní místo. Uhtasar je dostupný s použitím terénního vozidla a pouze ca od konce června (ještě v květnu je cesta zasypaná sněhem). Zdroj: český průvodce Arménie a Gruzie (historie); vlastní zkušenost (dostupnost)

### Perská nadvláda
Od začátku 16. století upadl Sisian pod nadvládu perské dynastie Safíovců. Peršané a turkické národy, které ovládaly východní Arménii, nazývali město Gharakilisa neboli Černý kostel.
Na počátku 18. století bylo město součástí ozbrojeného odporu vůči Peršanům a Osmanům pod velením Davida Beka. Povstání začalo v roce 1722 a na jeho konci v roce 1728 se podařilo osvobodit celou provincii Sjunik.

### Ruská nadvláda
Na začátku 19. století se velká část jižní Arménie stala součástí Ruského impéria. Stalo se tak na základě Gulistanské dohody mezi Ruskem a zástupci perské dynastie Kadžárovců, podepsané 24. října 1813 po rusko-perské válce v letech 1804–1813.

### Moderní historie
Po první světové válce se město stalo součástí nezávislé Arménské republiky. Přímým důsledkem sovětizace Arménie bylo přistoupení země do Zakavkazské federace, aby se posléze stala členem SSSR.
V roce 1930 se Sisian stal centrem nově vzniklého Sisijanského rajónu, avšak až do roku 1935 nesly město i rajón název Gharakilisa, v letech 1935–40 pak Sisavan.
V souvislosti s výstavbou Vorotanské kaskády v roce 1960 začalo město nabývat na významu. V Sisianu a blízkém okolí vznikalo velké množství průmyslových podniků a ekonomická situace oblasti se zlepšovala. V roce 1986 bylo v blízkosti města u dálnice, spojující sever a jih země, vybudováno malé letiště.

## Geografie

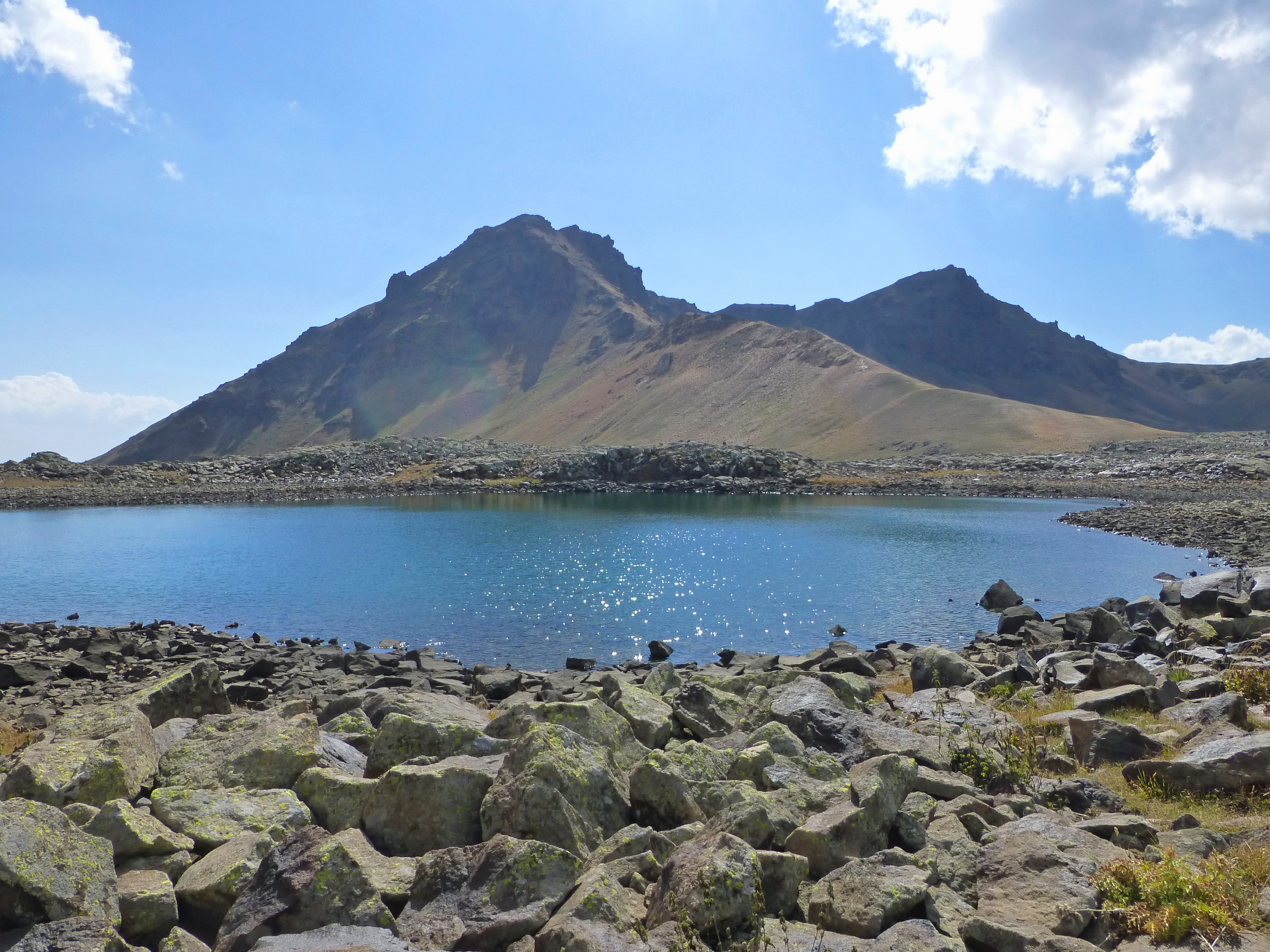
Hora Ughtasar v Sisianských horách

Sisian leží v jihovýchodní části Arménie v hornaté oblasti historické provincie Sjunik v nadmořské výšce 1600 m n. m.. Od západu ho obklopují Zangezurské hory, od jihu pak hory Bargušatské. Do severního okraje města zasahují hory Sisianské s vrcholy přesahujícími nadmořskou výšku 3500 m n. m. v jeho těsné blízkosti. Městem protéká řeka Vorotan, do které se na jeho jižním okraji vlévá stejnojmenná řeka Sisian. Severně od města ve vzdálenosti 6 km prochází dálnice, která spojuje Arménii s republikou Arcach a Íránem. Nedaleko od této silnice, asi 2 km severně od města se nachází volně přístupná megalitická observatoř z doby ca 3000 let př. n. l. Předpokládá se, že sloužila k určování času a významných každoročních událostí.[zdroj⁠?!]
Vzhledem k poloze města v relativně velké nadmořské výšce jsou pro jeho podnebí charakteristické dlouhé a chladné zimy a krátká léta. Nejchladnějším měsícem je leden s průměrnou teplotou –3,8 °C, nejteplejším pak červenec s průměrnou teplotou 20,2 °C. Roční srážkový úhrn činí 532 mm.

## Ekonomika a infrastruktura

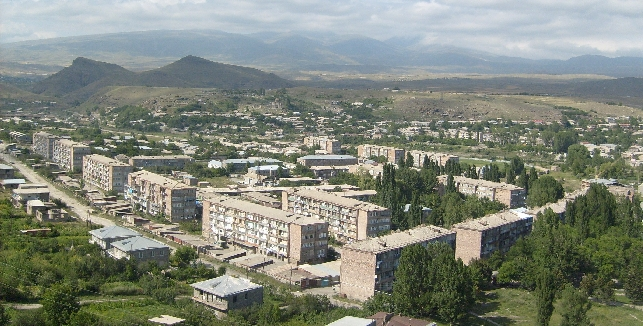
Celkový pohled na město

Vybudováním Vorotanské kaskády v roce 1960 bylo velkým impulsem pro ekonomický rozvoj města. Sovětská vláda podporovala zakládání nových průmyslových podniků. Převažujícími odvětvími průmyslu jsou textilní závody, produkce stavebních materiálů a výroba lékařských přístrojů.
V době, kdy byla Arménie součástí Sovětského svazu, bylo v oblasti výrazným způsobem podporováno i zemědělství. Byly zakládány podniky pro výrobu a zpracování zejména drůbežího a vepřového masa.
V roce 1991 získala Arménie nezávislost na Sovětském svazu a částečné přetrhání dosavadních vazeb a závislost na dovozu energie a nerostných surovin se projevila zhoršením ekonomické situace země. Mnoho do té doby prosperujících podniků v Sisianu a okolí muselo ukončit svůj provoz. 
Po roce 2010 se však ekonomika státu začala zotavovat, a to se projevilo i v Sisianu. Došlo k obnovení zejména podniků na výrobu stavebních materiálů, rozvíjí se i potravinářský průmysl. Významným podnikem je těžební závod Sisian Shik a závod na výrobu stavebních materiálů Bazalt-M.

## Sport
Mezi nejpopulárnější sporty ve městě patří fotbal, volejbal, futsal, box, řecko-římský zápas a šachy. Díky podpoře volejbalisty Manvela Amirchanjana byla v roce 1961 otevřena sportovní škola pro mladé talenty. Její kapacita činí asi 500 dětí. V roce 2017 prošla celkovou rekonstrukcí a modernizací. Dále v Sisianu existují specializované sportovní školy se zaměřením na fotbal a šachy.
V roce 2017 byl otevřen nový fotbalový stadion s umělým trávníkem a kapacitou pro 500 sedících diváků.

## Partnerská města
- Nea Smyrni, Řecko
- Sluck, Bělorusko
- Montélimar, Francie